# Luongasjoki (Muonio)
Luongasjoki is een rivier, die stroomt in de Zweedse  gemeente Kiruna. De rivier ontstaat als Luongaskursu (kursu betekent beek) in heuvelachtig terrein. De beek stroomt samen met een aantal andere en vormt zodoende de Luongasjoki. Deze rivier die veelal naar het noorden stroomt, stroomt langs het Luongasjärvi. Ze blijft noordwaarts stromen totdat ze de Muonio instroomt, die op haar beurt een zijrivier van de Torne älv is. De rivier inclusief beek is 39970 meter lang. De rivier is ongeschikt voor commerciële vaart.
Ongeveer 100 kilometer ten zuidwesten van deze rivier stroomt een rivier met dezelfde naam. Die rivier bij Svappavaara en Vittangi mondt daar rechtstreeks uit in de Torne älv.
Afwatering: Luongasjoki → Muonio → Torne älv → Botnische Golf